# Hervé Thuet
Hervé Thuet (3 de febrero de 1971) es un deportista francés que compitió en ciclismo en la modalidad de pista, especialista en la prueba de velocidad por equipos.
Ganó dos medallas en el Campeonato Mundial de Ciclismo en Pista, plata en 1995 y bronce en 1996.

## Medallero internacional
| Campeonato Mundial | Campeonato Mundial       | Campeonato Mundial | Campeonato Mundial    |
| Año                | Lugar                    | Medalla            | Competición           |
| ------------------ | ------------------------ | ------------------ | --------------------- |
| 1995               | Bogotá (Colombia)        | Medalla de plata   | Velocidad por equipos |
| 1996               | Mánchester (Reino Unido) | Medalla de bronce  | Velocidad por equipos |